# Richard Van Genechten
Richard Van Genechten (Bruselas, 23 de julio de 1930-Laeken, 13 de noviembre de 2010) fue un ciclista belga, profesional entre 1953 y 1961. En estos años consiguió 17 victorias, entre las cuales destacan la Vuelta en Cataluña de 1958 y la Flecha Valona de 1956.

## Palmarés
1952
- Gran Premio François-Faber

1953
- Critérium de Bruselas

1954
- Polymultipliée

1955
- 1 etapa de la Vuelta a Bélgica

1956
- Flecha Valona
- Polymultipliée
- La Hulpe
- Critérium de Loverval
- Fin de semana de las Ardenas

1957
- Anderlecht

1958
- Volta a Cataluña , más 2 etapas
- Wavre
- Westrozebeke
- Stadsprijs Geraardsbergen

1959
- Lendelede

### Resultados en el Tour de Francia
- 1953. 33º de la clasificación general
- 1954. 22º de la clasificación general. 3º del Gran Premio de la Montaña
- 1955. Abandona (21.ª etapa)
- 1956. 45.º de la clasificación general

### Resultados en la Vuelta en España
- 1959. 26º de la clasificación general. 2º del Gran Premio de la Montaña